# Gérald Darmanin
Gérald Darmanin (ur. 11 października 1982 w Valenciennes) – francuski polityk, prawnik i samorządowiec, deputowany do Zgromadzenia Narodowego, w latach 2017–2020 minister ds. wydatków publicznych, od 2020 do 2022 minister spraw wewnętrznych, w latach 2022–2024 minister spraw wewnętrznych i ds. terytoriów zamorskich, od 2024 minister stanu i minister sprawiedliwości.

## Życiorys
Z wykształcenia prawnik, absolwent Institut d'études politiques de Lille. Zaangażował się w działalność polityczną w ramach Unii na rzecz Ruchu Ludowego, przekształconej następnie w partię Republikanie. Był współpracownikiem posła Christiana Vanneste, w 2007 kierował jego kampanią wyborczą. W 2008 został radnym miejskim w Tourcoing, od 2010 do 2014 wchodził w skład rady regionu Nord-Pas-de-Calais.
W wyborach w 2012 uzyskał mandat posła do Zgromadzenia Narodowego w jednym z okręgów departamentu Nord. W 2014 został merem Tourcoing (reelekcja w 2020), a w 2016 również wiceprzewodniczącym rady regionalnej Hauts-de-France (zastępcą Xaviera Bertranda). Zrezygnował wówczas z miejsca we francuskim parlamencie. W 2021 wybrany także do rady departamentu Nord.
W maju 2017 w nowo powołanym gabinecie Édouarda Philippe’a objął stanowisko ministra do spraw wydatków publicznych. Pozostał na tej funkcji również w utworzonym w czerwcu 2017 drugim rządzie tegoż premiera. W listopadzie 2017 dołączył do prezydenckiej partii LREM. W lipcu 2020 został ministrem spraw wewnętrznych w powołanym wówczas rządzie Jeana Castex. Utrzymał tę funkcję również w utworzonym w maju 2022 gabinecie Élisabeth Borne. W tym samym roku ponownie wybrany do niższej izby francuskiego parlamentu. W wyniku rekonstrukcji gabinetu z lipca 2022 został ministrem spraw wewnętrznych i do spraw terytoriów zamorskich. Pozostał na tym stanowisku również w styczniu 2024, gdy powołano rząd Gabriela Attala.
Również w 2024 utrzymał mandat deputowanego na kolejną kadencję. We wrześniu tegoż roku zakończył pełnienie funkcji rządowej. W grudniu 2024 objął urzędy ministra stanu oraz ministra sprawiedliwości i strażnika pieczęci w nowo powołanym gabinecie François Bayrou.

## Publikacje
- Gérald Darmanin: Le séparatisme islamiste – Manifeste pour la laïcité. Paryż: Éditions de l'Observatoire, 2021. ISBN 979-10-329-2016-9. Brak numerów stron w książce